# دایره پارهلیک

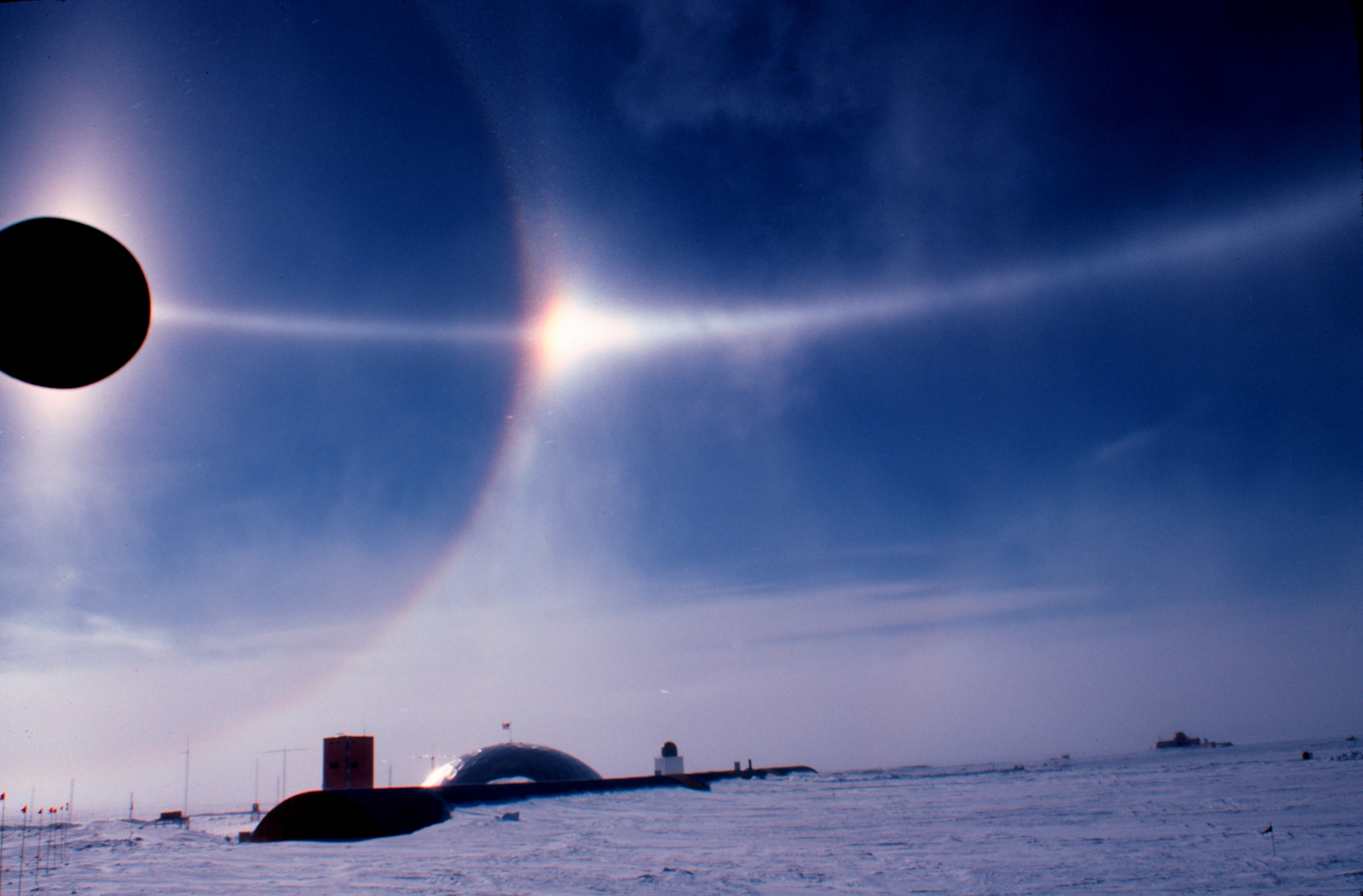
یک دایره پارهلیک تیز (خط افقط) بر روی ایستگاه تحقیقاتی اسکات آمونسن.
تصویر: John Bortniak, اداره ملی اقیانوسی و جوی, ژانویه ۱۹۷۹.

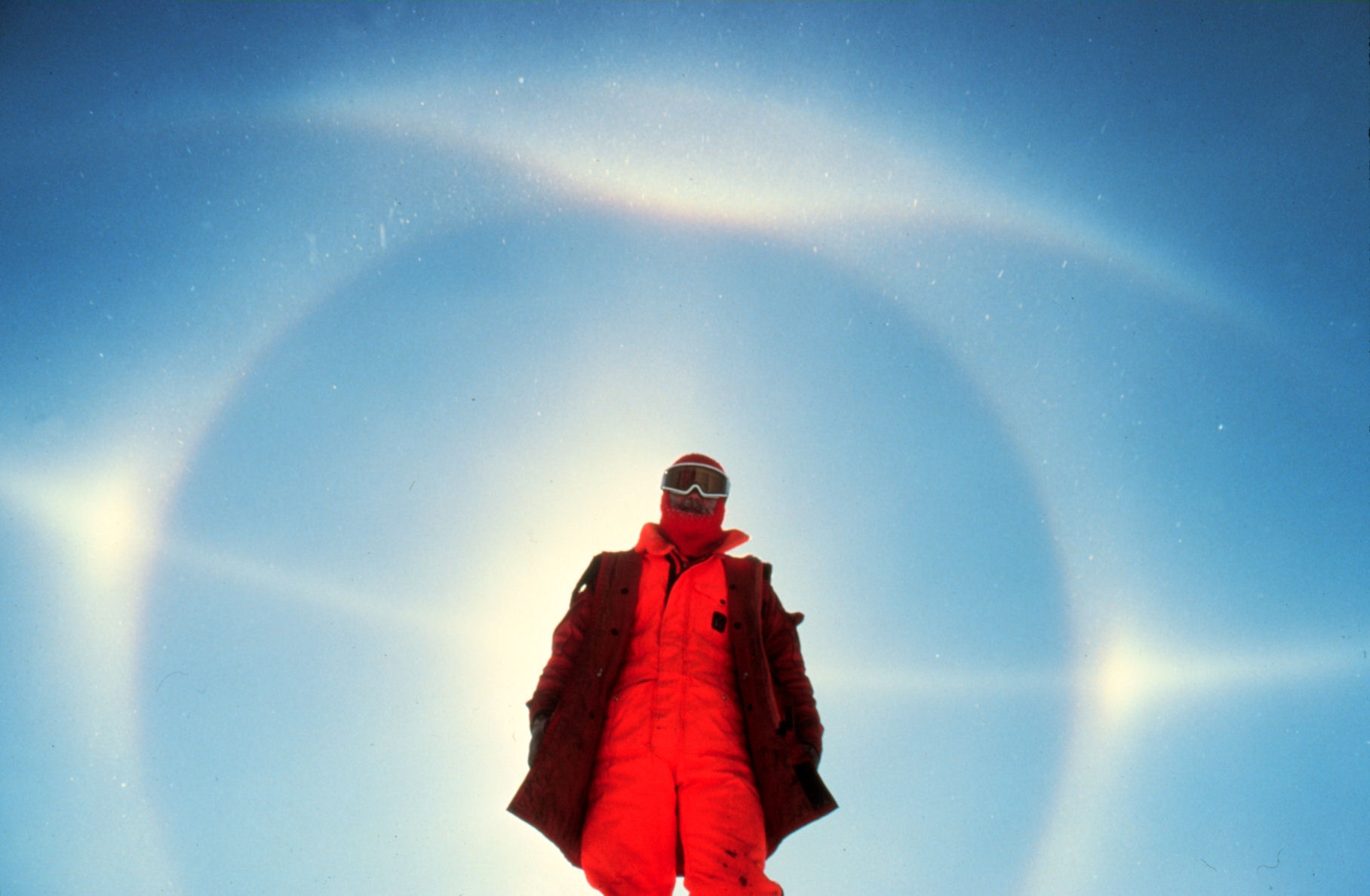

دایره پارهلیک هاله ای است که به صورت خط سفید افقی در فرازای خورشید یا ماه دیده می‌شود.